# Charles Chaplin (peintre)
Pour les articles homonymes, voir Charles Chaplin.
Charles Chaplin, né le 8 juin 1825 aux Andelys et mort le 30 janvier 1891 à Paris 8e, est un peintre et graveur français, rattaché au courant académique, il se spécialisa dans la représentation de la femme, et dans les scènes de genre.
Le peintre Arthur Chaplin est son fils.

## Biographie
Né le 8 juin 1825 aux Andelys, Charles Chaplin est l'élève de Michel Martin Drolling à l’école des beaux-arts de Paris en 1845. Son style, qui s’inspire de la peinture rococo, est souvent comparé à celui de François Boucher.
Il est apprécié par l’impératrice Eugénie, qui lui commande plusieurs toiles et le charge de décorer le salon de l’Hémicycle au palais de l'Élysée, l’opéra Garnier et le palais des Tuileries. Artiste « officiel » du Second Empire, il commence sa carrière par le naturalisme pour se tourner ensuite vers le portrait mondain.
Chaplin produit également des paysages, principalement d’Auvergne et de Lozère, jusqu’en 1851 date à laquelle il se consacre au portrait.
Il acquiert une réputation de peintre intimiste de la femme : il peint des jeunes femmes avec un charme rappelant le style de François Boucher, mais un plus grand réalisme. Il ouvre un atelier pour femmes en octobre 1866, au-dessus de son appartement au  numéro 23 de la rue de Lisbonne.
Il envoie ses œuvres au Salon entre 1845 et 1868.
Il épouse Marie Antoinette Jeanne Rüttré le 21 juin 1862. Ils ont cinq enfants, dont le peintre Arthur Chaplin.
D’origine anglaise par son père John Chaplin et française par sa mère Olympe Moisy, Charles Chaplin est naturalisé français en 1886.
Mort le 20 janvier 1891 à Paris, il est inhumé au cimetière du Père-Lachaise (52e division). Sa tombe est réalisée par Denys Puech.
Ses tableaux sont conservés dans les musées de Bordeaux, Bayonne, Bourges, Mulhouse, Paris, Reims, Rouen et Baltimore.

## Collections publiques
- Paris, musée d’Orsay
  - Portrait de jeune femme au nœud noir, pastel[7].
  - Portrait de jeune fille[8].
- Paris, Petit Palais, Portrait de Madame Charles Chaplin, 1863[9].
- Bayonne,  musée Bonnat-Helleu , Allégorie de la Nuit, 1874[10].
- Lille, palais des beaux-arts de Lille, Portrait d’Ernest Feydeau[11].
- Lyon, musée des beaux-arts de Lyon, La Jeune Fille au nid, 1869.
- Reims musée des beaux-arts de Reims, Le Sommeil ou Rêverie.
- Buenos Aires, musée  national des beaux-arts d'Argentine, Rêverie.
- Florence, Palazzo Pitti, Les Lilas.

## Élèves
- Louise Abbéma (1853-1927)
- Henriette Browne (1829-1901), épouse de Saux, élève dès 1851
- Fanny Caillé (1850-1893)
- Mary Cassatt (1844-1926), américaine, élève en 1866
- Antoinette Cliquot[12],[13]
- Angèle Dubos (1844-?)[14]
- Cécile Ferrère (1849-1931)
- Virginie Géo-Rémy (1846-1924)
- Eva Gonzalès (1849-1883), élève du 3 janvier 1866 à 1868[15]
- Eliza Haldeman (1843-1910), américaine, élève en 1866
- Isabelle Halgan, alias Mlle Claudie (1846-1920)
- Louise Amélie Landré (1852-1934)
- Pauline Laurens (1850-1941)[16]
- Madeleine Lemaire (1845-1928)
- Caroline de Maupéou (1836-1915)
- Marie Nicolas (1845-1903), épouse Drapier, élève en 1867[17]
- Marguerite de Toulza (1848-1918), sous le pseudonyme de Jeanne Bôle, expose au Salon de 1870 à 1882

## Galerie

Peintures de Charles Joshua Chaplin
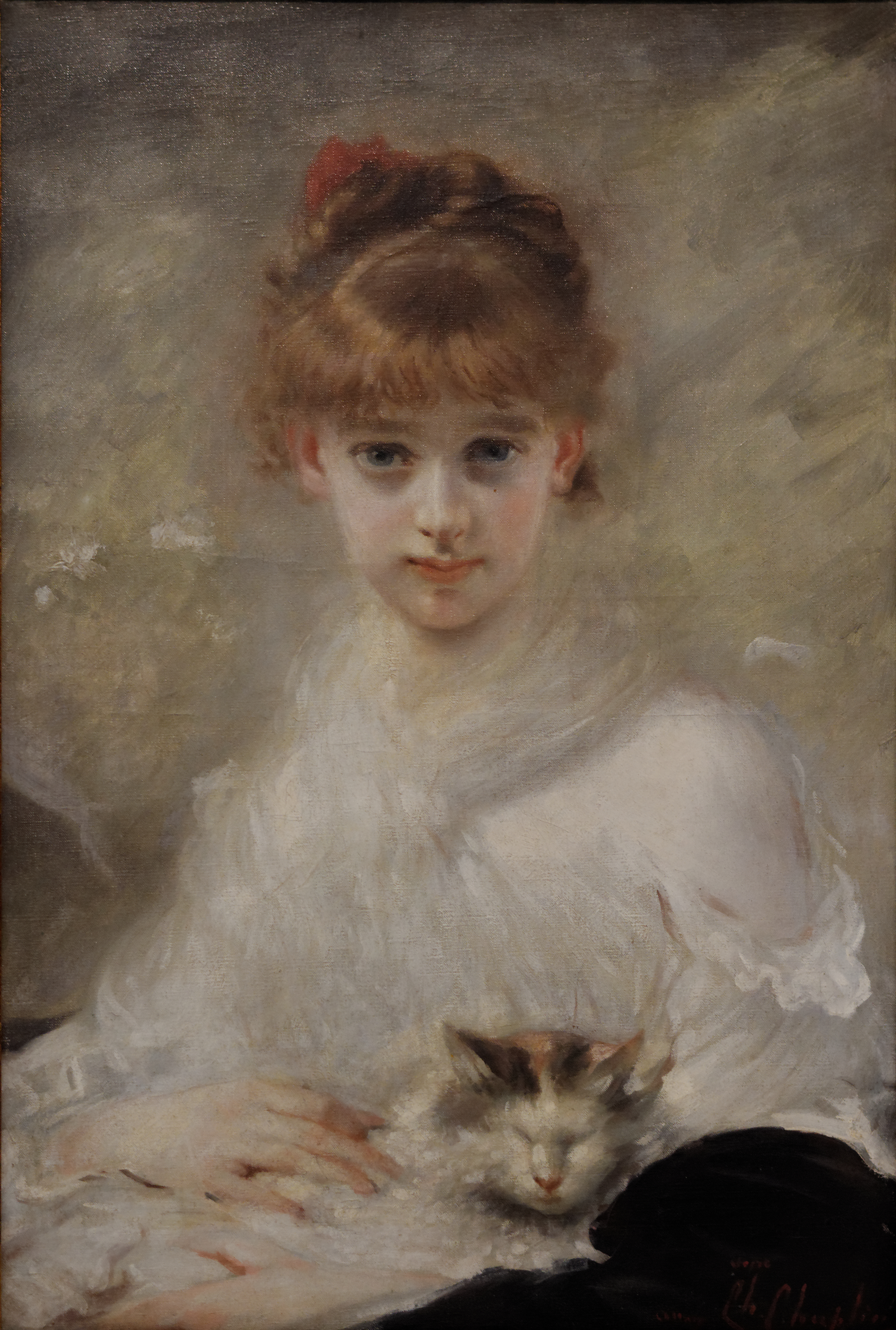
Jeune fille avec un chat, musée national d'art de Roumanie.
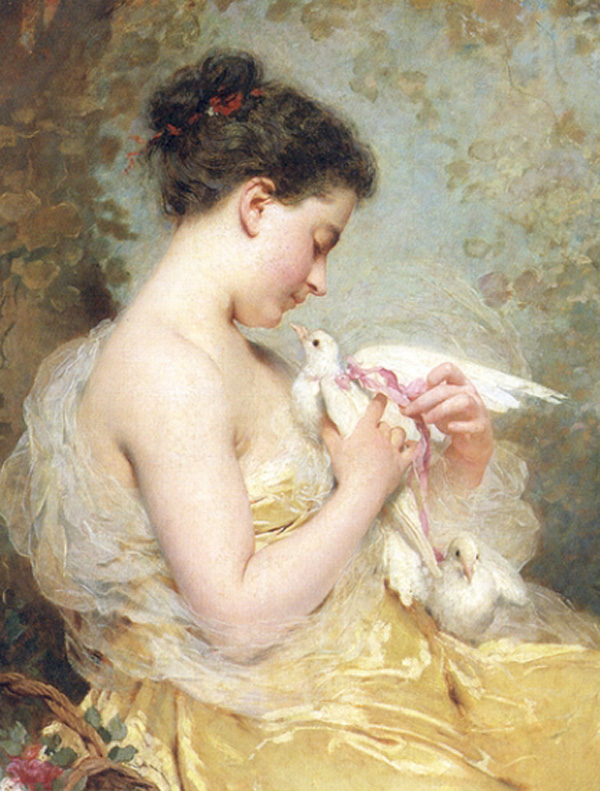
Jeune fille à la colombe, collection privée[18].
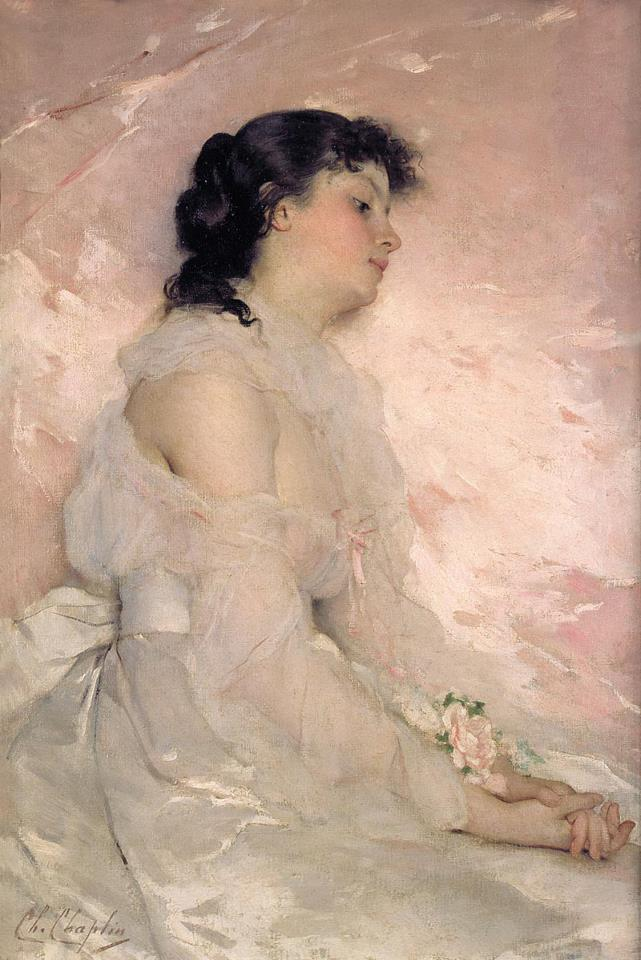
Rêverie, musée national des beaux-arts d'Argentine.
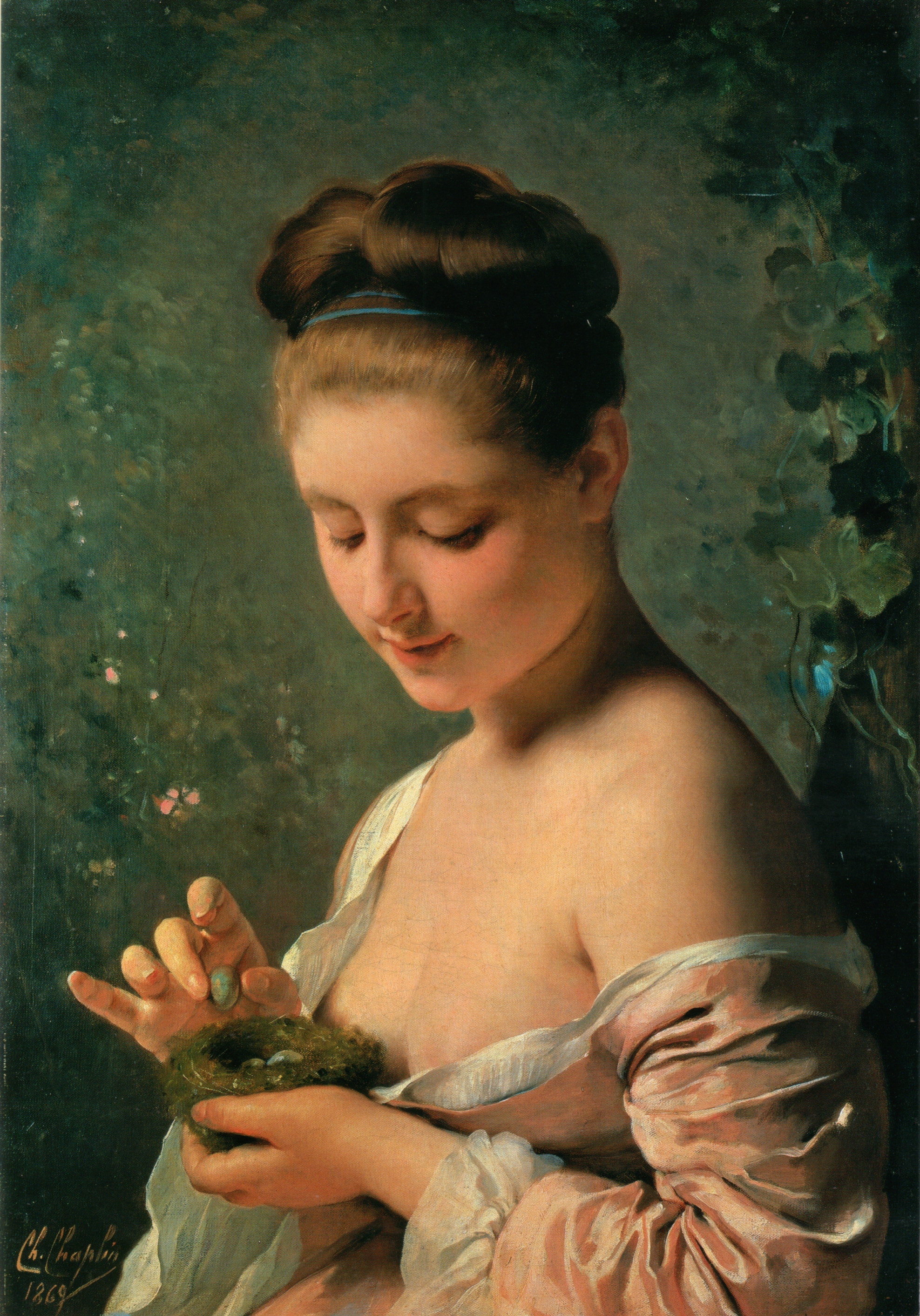
La Jeune Fille au nid (1869), musée des beaux-arts de Lyon.
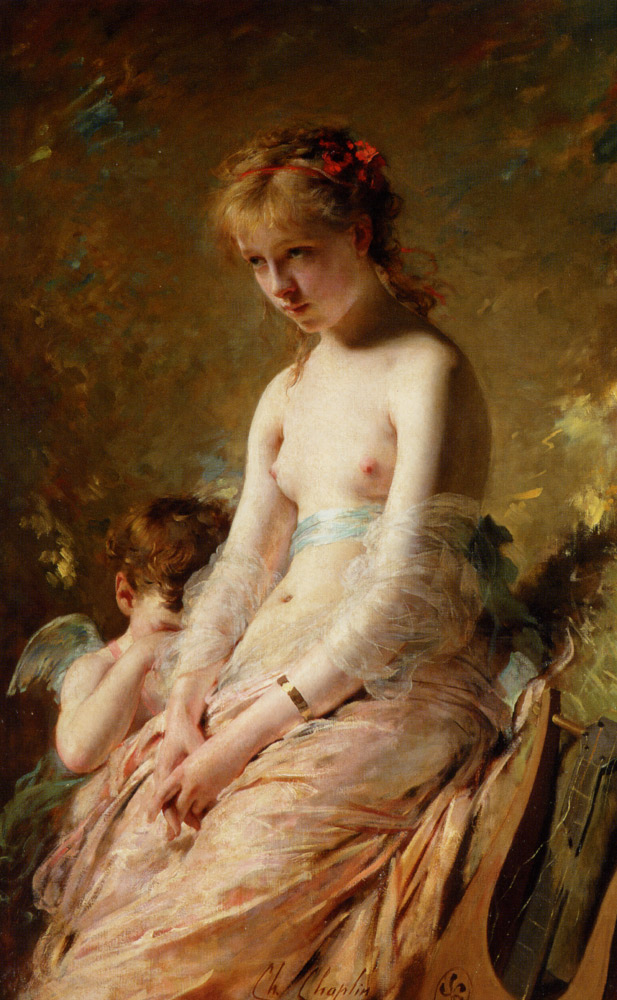
A Song Silenced, collection privée.
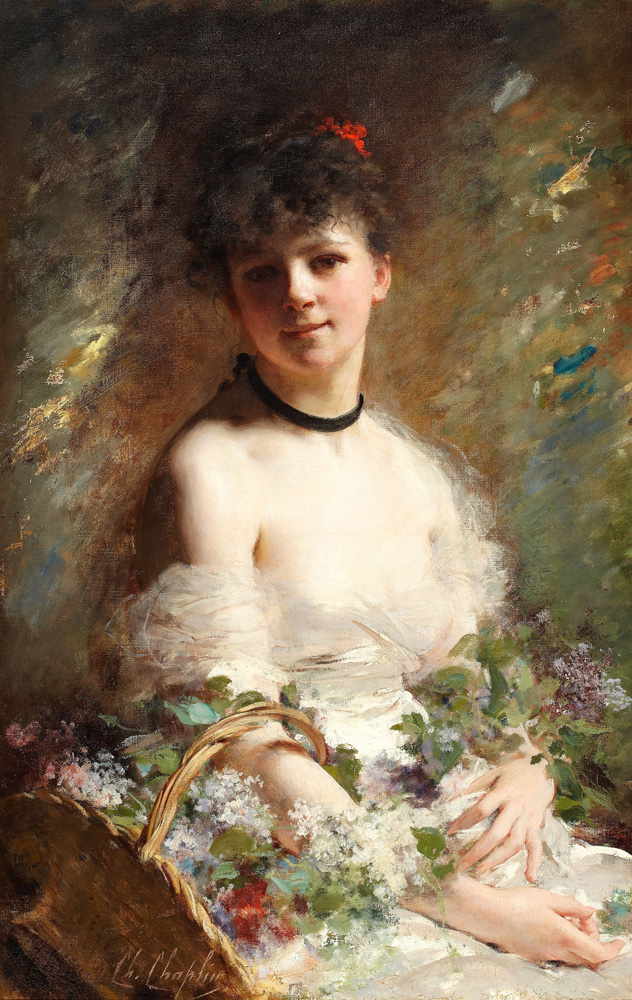
Jeune femme au panier de fleurs, collection privée.